# Eublemma cochylioides
Eublemma cochylioides es una especie de Lepidoptera de la familia Noctuidae. Se encuentra en los trópicos del Viejo Mundo hasta Fiyi y Tonga.

## Descripción
La envergadura es de unos 20 mm. Los adultos tienen alas anteriores de color marrón pálido cada una con dos líneas de color marrón oscuro submarginales que contiene un área triangular de color rosa.

## Ecología
Las larvas se han encontrado en especies de Elephantopus y Prenanthes spinosa.